# 光叶柯
光叶柯（学名：Lithocarpus mairei）为壳斗科柯属的植物，是中国的特有植物。分布在中国大陆的云南等地，生长于海拔1,500米至2,300米的地区，多生长于干燥的山地杂木林中，目前尚未由人工引种栽培。

## 别名
光叶石栎